# Crista aortae ascendentis
Die Crista aortae ascendentis (lateinisch Leiste/Falte der aufsteigenden Aorta), auch Rindfleischfalte, englisch Rindfleisch’s fold oder Ascending aortic fold, ist ein Begriff aus der Anatomie, der eine mit Fettgewebe gefüllte Umschlagsfalte des Perikards am Übergang vom Herzen zur Aorta bezeichnet. Sie ist etwa 2 bis 5 mm dick und 1 bis 3 cm lang, schräg über die Vorderseite der aufsteigenden Aorta 2 bis 3 cm von ihrem Ursprung entfernt. Mehrere Studien haben sie beim Menschen konstant nachgewiesen.
Die Struktur wurde von dem deutschen Pathologen Georg Eduard von Rindfleisch im Jahr 1884 zum ersten Mal beschrieben.